# Rothersthorpe
Rothersthorpe är en ort och civil parish i Storbritannien.   Den ligger i grevskapet Northamptonshire i riksdelen England, i den södra delen av landet, 100 km nordväst om huvudstaden London. Rothersthorpe ligger 88 meter över havet och antalet invånare är 500.
Terrängen runt Rothersthorpe är platt. Runt Rothersthorpe är det ganska tätbefolkat, med 129 invånare per kvadratkilometer. Närmaste större samhälle är Northampton, 7,1 km nordost om Rothersthorpe. Trakten runt Rothersthorpe består till största delen av jordbruksmark.